# Marcelo el Acemeta
Marcelo el Acemeta (Apamea, siglo V - Constantinopla, 485), fue el tercer abad del convento de los Acemetas en Constantinopla y es venerado como santo por la Iglesia Católica y la Iglesia Ortodoxa.

## Hagiografía
Estudió teología en Antioquía y Éfeso.  En Constantinopla conoció a la comunidad de los monjes Acemetas, quienes tenían como regla la recitación continua del Oficio Divino. Quería ingresar a esa comunidad, y pronto se convirtió en asistente del abad. Cuando murió fue elegido abad.  Ocupó este cargo con mucho celo durante unos cuarenta y cinco años.  Reformó la regla de los Acemetas introduciendo el trabajo manual, que hasta entonces se había descuidado.
Fue muy activo en la lucha contra las herejías, en particular la de Eutiquio.  Participó en el Concilio de Calcedonia.
El Martirologio Romano fija el memorial litúrgico el 29 de diciembre.